# Allan Juel Larsen
Allan Juel Larsen (nascido em 21 de novembro de 1931) é um ex-ciclista dinamarquês. Larsen foi um dos atletas que representou a Dinamarca nos Jogos Olímpicos de 1956, em Melbourne, onde competiu no contrarrelógio (1000 m) e terminou na décima terceira posição.